# Venus in Furs (canção)
"Venus in Furs" é uma canção da banda norte-americana de rock The Velvet Underground, escrita por Lou Reed e lançada originalmente no álbum de  estreia do grupo, The Velvet Underground & Nico. Inspirada no livro de mesmo nome de Leopold von Sacher-Masoch, a canção inclui temas sexuais de BDSM.

## História

### Gravação
"Venus in Furs" foi uma das três canções a serem regravadas, em maio de 1966 nos estúdios TTG em Hollywood, antes de aparecer na mixagem final de The Velvet Underground & Nico. O arranjo apresenta a viola elétrica cacofônica de John Cale, bem como a guitarra de Lou Reed em outra afinação. O guitarrista Sterling Morrison tocou o baixo da música, mas de acordo com Cale, que era o baixista habitual da banda, Morrison nunca se importou em tocar o instrumento. A percussão consiste em duas batidas no bumbo e uma batida de tamborim, tocada em ritmo lento pela baterista Maureen Tucker.

Em seu ensaio "Venus in Furs by the Velvet Underground", o crítico Erich Kuersten escreve:
"Não há uma introdução na música; a faixa começa como se você abrisse uma porta para um decadente antro de ópio e S&M em Marraquexe, uma explosão [...] com uma batida lenta que é o elo perdido entre bolero e a versão do Led Zeppelin de "When the Levee Breaks".
[Sterling] Morrison sempre citou "Venus in Furs" como sua música favorita da banda, acreditando que a banda havia alcançado o som que pretendia.

## Ficha técnica
The Velvet Underground
- Lou Reed – vocais, guitarra ("Ostrich guitar")
- John Cale – viola elétrica
- Sterling Morrison – baixo
- Maureen Tucker – percussão

Produção
- Andy Warhol – produtor

## Versões alternativas

### Versão demo, Julho de 1965
A canção foi uma das várias primeiras canções a serem gravadas por Lou Reed, John Cale e Sterling Morrison em seu loft durante julho de 1965. Esta versão da canção apresenta um arranjo drasticamente diferente do que apareceria no álbum de estreia. Cale fornece os vocais principais para esta versão demo da música.

### Estúdios Scepter, Abril de 1966
Uma versão da música foi gravada pela primeira vez nos estúdios Scepter, em Nova Iorque, antes de ser regravada em Hollywood. Essa versão da música é executada em um ritmo mais rápido e a letra varia um pouco da gravação do álbum.

### Versões ao vivo
As gravações ao vivo da música aparecem no Bootleg Series Volume 1: The Quine Tapes (gravado em São Francisco, dezembro de 1969) e no Live MCMXCIII (gravado em Paris, junho de 1993).

### Versões inéditas
O box set lançado em 2012, comemorando o 45º aniversário do álbum, apresenta no disco 4, a versão original do álbum, cortada em acetato em abril de 1966, conhecida como "acetato de Norman Dolph". Além disso, no mesmo disco, há uma versão da música gravada em 3 de janeiro de 1966, durante os ensaios no Factory.

## Legado
"Venus in Furs" é amplamente considerada uma das melhores canções da banda. Em 2012, a revista Paste classificou a música em nono lugar em sua lista das 20 melhores músicas do Velvet Underground, e em 2021, o Guardian colocou a música em terceiro lugar em sua lista das 30 melhores músicas do Velvet Underground.